# Johan Carl Joensen
Johan Carl Joensen (25. září 1857, Tórshavn – 2. října 1907, Tórshavn) byl faerský inspektor severního i jižního Grónska.

## Životopis
Johan Carl Joensen byl synem Niclase Joensena a Susanne Larsenové. Joensen pracoval jako továrník v hlavním městě Faerských ostrovů Tórshavnu, než v roce 1880 nastoupil do Královské grónské obchodní společnosti v Kodani a v následujícím roce byl přeložen do Sisimiutu a později do Aasiaatu. Od roku 1885 působil pět let jako koloniální správce v Qeqertarsuaqu, Qasigiannguitu a Uummannaqu. V roce 1890 vystřídal Carla Julia Petera Ryberga ve funkci inspektora pro jižní Grónsko a po roce ho nahradil Conrad Poul Emil Brummerstedt. V Grónsku pracoval i nadále, než byl v roce 1898 jmenován inspektorem severního Grónska, kde vystřídal Nielse Alfreda Andersena. Stal se tak jedním z pouhých tří inspektorů, kteří byli spolu s Clausem Bendekem a Carlem Peterem Holböllem inspektorem severního i jižního Grónska. Tuto funkci zastával do roku 1900, než ji na dalších dvanáct let převzal Jens Daugaard-Jensen. V Uummannaqu působil až do roku 1904, kdy odešel do důchodu a o tři roky později zemřel v Tórshavnu.
V roce 1897 se Johan Carl Joensen objevil v pětačtyřicetivteřinovém filmu Kørsel med Grønlandske Hunde režiséra Petera Elfelta, kde byl zachycen jako řidič psího spřežení ve Fælledparken v Kodani. Tento film byl vůbec prvním, který byl v Dánsku natočen.

## Rodina
Jeho manželkou byla od roku 1890 Amalie Müllerová (1866–?), dcera Hanse Christophera Müllera. V Grónsku působili také jejich bratři Poul a Rasmus a bratranec Johana Carla Johan Christian Evensen. Jeho děti byly:
- Hans Christopher Vilhelm Reinert Joensen (*17. března 1891, Nuuk)[6]
- Niklas Ulrik Christian Reinert Joensen (*3. března 1893, Aasiaat)
- Guttorm Hans Egede Reinert Joensen (*3. června 1895, Aasiaat)
- Olaf Petræus Reinert Joensen (*29. května 1897, Aasiaat)[7]
- Ebba Susanne Reinert Joensen (*30. září 1904, Tórshavn)[8]